# تشيزاري كوتشارسكي
تشيزاري كوتشارسكي (بالبولندية: Cezary Kucharski)‏ (مواليد 17 فبراير 1972) هو لاعب كرة قدم. يلعب مع منتخب بولندا لكرة القدم. سبق له أن لعب في كأس العالم لكرة القدم مع منتخب بلاده.

## روابط خارجية
- تشيزاري كوتشارسكي على موقع الاتحاد الدولي (مؤرشف)  (الإنجليزية)
- تشيزاري كوتشارسكي على موقع قاعدة بيانات كرة القدم.إي يو (الإنجليزية)
- تشيزاري كوتشارسكي على موقع ناشيونال فوتبول تيمز (الإنجليزية)